# Friesland: Schmutzige Deals
Schmutzige Deals ist ein deutscher Fernsehfilm von Markus Sehr aus dem Jahr 2018. Es handelt sich um die siebte Folge der Fernsehreihe Friesland.

## Handlung
Die deutschen Mastbetriebe haben Probleme, ihre Gülle an Ackerbaubetriebe abzugeben, weil die begrenzten Abnahmekapazitäten bereits von holländischen Betrieben genutzt werden. Holger Frerichs vermittelt solche Güllegeschäfte, neben diversen anderen Geschäftstätigkeiten. Als er tot in der vollen Güllegrube des elterlichen Hofs gefunden wird, sind viele Motive denkbar: Er hat sich bei den einheimischen Mastbetrieben unbeliebt gemacht, er hat kürzlich mit seiner Freundin zugunsten einer anderen Schluss gemacht, mit der es aber auch schon heftige Auseinandersetzungen gab, und er hat von zusammengeliehenem Geld einen sehr günstigen Maishäcksler gekauft, den er mit Gewinn weiterverkaufen wollte – die Sache wirkt nicht besonders seriös.
Henk Cassens und Süher Özlügül verfolgen viele Spuren, doch alle verlaufen im Sand. Schließlich liegt der Hauptverdacht auf dem Landwirt Aiko Möldenbrok, der mit seinem von den Eltern übernommenen Mastbetrieb vor dem Ruin steht, weil er keine Möglichkeit mehr hat, seine Gülle zu entsorgen, und weil er in der Vergangenheit bereits durch Gewaltanwendung aufgefallen ist. Er ist vollkommen zerstritten mit seinem älteren Bruder Klaas. Beide sind Cousins von Insa Scherzinger, die sich gleich an die mühevolle Aufgabe macht, Aiko zu entlasten.
Als sich herausstellt, dass der von Holger aufgekaufte Maishäcksler nur noch Schrottwert hat, weil sein Motor ohne Öl gelaufen ist, gerät auch der Händler unter Verdacht, der mit Holgers neuer Freundin liiert zu sein scheint. Doch auch diese Spur führt nicht weiter. Holgers Stiefvater Jochen ist außerdem davon überzeugt, dass Holger genug technischen Sachverstand besessen hat, um sich niemals eine so defekte Maschine andrehen zu lassen, der Schaden also erst nach dem Kauf entstanden sein kann.
Das Rätsel löst sich, als Aiko Möldenbrok seinen Plan zur Sanierung seines Betriebes offenlegt: Er plant den Bau einer Biogasanlage zur Gülleverwertung für alle Betriebe der Umgebung. Finanzieren wollte er das mit dem Geld, das Holgers Eltern aus dem Verkauf ihres Hofes besitzen. Dieses Geld wurde allerdings Holger von seiner Mutter vorübergehend zur Verfügung gestellt, um den Maishäcksler zu kaufen. Für Klaas Möldenbrok, der seinen Bruder gezielt zugrunde richten will, um dann den elterlichen Betrieb aufzukaufen, auf den er ein Anrecht zu haben glaubt, war das eine günstige Gelegenheit, das Kapital zu vernichten und so den Bau der Biogasanlage zu verhindern. Als er an dem gekauften Maishäcksler das Öl abließ und den Motor durch Trockenlauf zerstörte, wurde er von Holger überrascht und erschlug ihn.
Die Lösung wird Jochen Frerichs zur gleichen Zeit klar wie der Polizei, und es kommt zum Showdown in einem Maisfeld, wo Jochen mit einem Gewehr auf Klaas schießt, dann aber von Klaas überwältigt wird. Die eintreffende Polizei hindert Klaas daran, Jochen zu töten, und nimmt Klaas nach einer Verfolgungsjagd im Maisfeld fest.

## Rezeption

### Einschaltquoten
Die Erstausstrahlung am 10. Februar 2018 erreichte 6,57 Millionen Zuschauer, was einem Marktanteil von 20,2 % entspricht. Von den 14- bis 49-jährigen Zuschauern schalteten 1,22 Millionen ein, was einem Marktanteil von 12,1 % entspricht.

## Running Gag
Als Running Gag ist in einer Hafen- oder Wasserszene jeder Folge, meist in einer Dialogpause, dasselbe kurze Delfingeräusch off camera im Hintergrund hörbar. In Schmutzige Deals erklingt es nach 57:04 Minuten.